# Villina

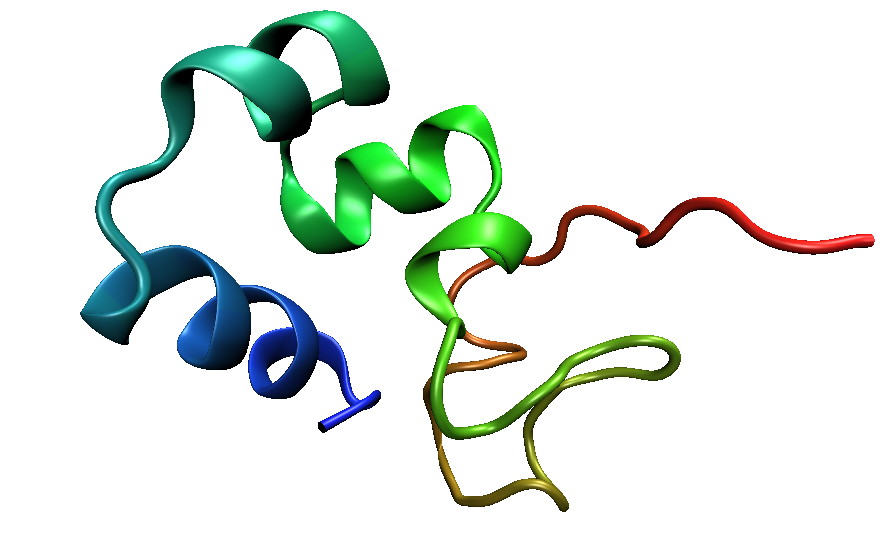
La struttura con tre alfa eliche nella porzione terminale di villina di gallina.

La villina è una proteina tessuto-specifica che lega l'actina (ABP, actin binding protein), di 92.5 kD.
Nei vertebrati è presente soprattutto associata ai fasci di actina presenti nell'orletto striato (ad esempio quello delle cellule intestinali).  
Altre funzioni sembrano essere il favorire la disposizione dell'actina in fasci, la sua nucleazione e il suo capping ("incappucciamento" della sua estremità terminale). Studi con topi knock out mostrano comunque che le funzioni di questa proteina non sono ancora del tutto chiare.
La villina è una proteina di alto interesse per la dinamica molecolare, in quanto contiene una piccola regione all'estremità C-terminale che si ripiega formando una particolare struttura con tre alfa eliche; questa porzione si ripiega molto rapidamente ed è stabilizzata da interazione idrofobiche. Sono presenti inoltre tre siti di legame per il fosfatidilinositolobisfosfato (PIP).